# تورینا
تورینا (به لاتین: Turyna) یک منطقهٔ مسکونی در لهستان است که در Gmina Ulhówek واقع شده‌است.